# Луменго, Рикардо
Рикардо Луменго (нем. Ricardo Lumengo; род. 22 февраля 1962, Лусенга, Ангола) — швейцарский политик, первый в истории Швейцарии темнокожий депутат национального парламента.
В 1982 г. эмигрировал из Анголы, получив вид на жительство в Швейцарии как политический беженец. Изучал право во Фрибурском университете. В 1997 г. получил швейцарское гражданство, в 2004 г. был избран в городской совет Биля, в 2006 г. в совет кантона Берн. На федеральных выборах 2007 г. был избран в Национальный совет Федерального собрания Швейцарии от Социал-демократической партии.